# يوجين بيرد
يوجين بيرد (بالإنجليزية: Eugene Byrd)‏ هو منتج أفلام وممثل أمريكي، ولد في 28 أغسطس 1975 بفيلادلفيا في الولايات المتحدة.

## أعمال

### أفلام
- (1995) الرجل الميت[3]
- (1996) النيام[4]
- (2002) 8 أميال[5]
- (2004) وهانت لالأوركيد الدم
- (2016) قصة من حرب النجوم[6]

### مسلسلات
- بونز
- رجلان ونصف
- شارع السمسم

## وصلات خارجية
- يوجين بيرد على موقع IMDb (الإنجليزية)
- يوجين بيرد على موقع قاعدة بيانات الأفلام العربية
- يوجين بيرد على موقع ألو سيني (الفرنسية)
- يوجين بيرد على موقع أول موفي (الإنجليزية)
- يوجين بيرد على موقع قاعدة بيانات الأفلام السويدية (السويدية)
- يوجين بيرد على موقع قاعدة بيانات الفيلم (الإنجليزية)
- يوجين بيرد على موقع كينوبويسك (الروسية)